# Gran Premi del Brasil del 2007
El Gran Premi del Brasil del 2007 és la dissetena i última carrera de la  temporada 2007. S'ha disputat el 21 d'octubre al circuit de Interlagos.

## Qualificació per la graella de sortida
| Pos | Nom                  | Equip/Motor          | Part 1   | Part 2   | Part 3   |
| --- | -------------------- | -------------------- | -------- | -------- | -------- |
| 1   | Felipe Massa         | Ferrari              | 1:12.303 | 1:12.374 | 1:11.931 |
| 2   | Lewis Hamilton       | McLaren - Mercedes   | 1:13.033 | 1:12.296 | 1:12.082 |
| 3   | Kimi Räikkönen       | Ferrari              | 1:13.016 | 1:12.161 | 1:12.322 |
| 4   | Fernando Alonso      | McLaren - Mercedes   | 1:12.895 | 1:12.637 | 1:12.356 |
| 5   | Mark Webber          | Red Bull - Renault   | 1:13.081 | 1:12.855 | 1:12.928 |
| 6   | Nick Heidfeld        | BMW Sauber           | 1:13.472 | 1:13.009 | 1:13.081 |
| 7   | Robert Kubica        | BMW Sauber           | 1:13.085 | 1:12.641 | 1:13.129 |
| 8   | Jarno Trulli         | Toyota               | 1:13.470 | 1:12.832 | 1:13.195 |
| 9   | David Coulthard      | Red Bull - Renault   | 1:13.264 | 1:13.374 | 1:13.272 |
| 10  | Nico Rosberg         | Williams - Toyota    | 1:13.707 | 1:12.752 | 1:13.477 |
| 11  | Rubens Barrichello   | Honda                | 1:13.661 | 1:12.932 |          |
| 12  | Giancarlo Fisichella | Renault              | 1:13.482 | 1:13.102 |          |
| 13  | Sebastian Vettel     | Toro Rosso - Ferrari | 1:13.853 | 1:13.934 |          |
| 14  | Vitantonio Liuzzi    | Toro Rosso - Ferrari | 1:13.607 | 1:13.251 |          |
| 15  | Ralf Schumacher      | Toyota               | 1:13.767 | 1:13.783 |          |
| 16  | Jenson Button        | Honda                | 1:14.054 | 1:13.702 |          |
| 17  | Heikki Kovalainen    | Renault              | 1:14.078 |          |          |
| 18  | Takuma Sato          | Super Aguri - Honda  | 1:14.098 |          |          |
| 19  | Kazuki Nakajima      | Williams - Toyota    | 1:14.417 |          |          |
| 20  | Anthony Davidson     | Super Aguri - Honda  | 1:14.596 |          |          |
| 21  | Adrian Sutil         | Spyker - Ferrari     | 1:15.217 |          |          |
| 22  | Sakon Yamamoto       | Spyker - Ferrari     | 1:15.487 |          |          |

## Resultats
| Pos | No | Pilot                | Equip                | Voltes | Temps/ Retirada | Pos. de sortida | Punts |
| --- | -- | -------------------- | -------------------- | ------ | --------------- | --------------- | ----- |
| 1   | 6  | Kimi Räikkönen       | Ferrari              | 71     | 1: 28: 15. 270  | 3               | 10    |
| 2   | 5  | Felipe Massa         | Ferrari              | 71     | + 1.4 s         | 1               | 8     |
| 3   | 1  | Fernando Alonso      | McLaren - Mercedes   | 71     | + 57.0 s        | 4               | 6     |
| 4   | 16 | Nico Rosberg         | Williams - Toyota    | 71     | + 62.8 s        | 10              | 5     |
| 5   | 10 | Robert Kubica        | BMW Sauber           | 71     | + 70.9 s        | 7               | 4     |
| 6   | 9  | Nick Heidfeld        | BMW Sauber           | 71     | + 71.3 s        | 6               | 3     |
| 7   | 2  | Lewis Hamilton       | McLaren - Mercedes   | 70     | + 1 Volta       | 2               | 2     |
| 8   | 12 | Jarno Trulli         | Toyota               | 70     | + 1 Volta       | 8               | 1     |
| 9   | 14 | David Coulthard      | Red Bull - Renault   | 70     | + 1 Volta       | 9               |       |
| 10  | 17 | Kazuki Nakajima      | Williams - Toyota    | 70     | + 1 Volta       | 19              |       |
| 11  | 11 | Ralf Schumacher      | Toyota               | 70     | + 1 Volta       | 15              |       |
| 12  | 22 | Takuma Sato          | Super Aguri - Honda  | 69     | + 2 Voltes      | 18              |       |
| 13  | 18 | Vitantonio Liuzzi    | Toro Rosso - Ferrari | 69     | + 2 Voltes      | 14              |       |
| 14  | 23 | Anthony Davidson     | Super Aguri - Honda  | 68     | + 3 Voltes      | 20              |       |
| Ret | 20 | Adrian Sutil         | Spyker - Ferrari     | 43     | Frens           | 21              |       |
| Ret | 8  | Rubens Barrichello   | Honda                | 40     | Motor           | 11              |       |
| Ret | 4  | Heikki Kovalainen    | Renault              | 35     | Accident        | 17              |       |
| Ret | 19 | Sebastian Vettel     | Toro Rosso - Ferrari | 34     | Hidràulics      | 13              |       |
| Ret | 7  | Jenson Button        | Honda                | 20     | Motor           | 16              |       |
| Ret | 15 | Mark Webber          | Red Bull - Renault   | 14     | Caixa canvi     | 5               |       |
| Ret | 21 | Sakon Yamamoto       | Spyker - Ferrari     | 2      | Col·lisió       | 22              |       |
| Ret | 3  | Giancarlo Fisichella | Renault              | 2      | Col·lisió       | 12              |       |

## Altres
- Pole: Felipe Massa 1: 11. 931

- Volta ràpida: Kimi Räikkönen 1: 12. 445 a la volta 65.

- Amb aquests resultats Kimi Räikkönen es proclama campió del món per primera vegada, amb només un punt de diferència amb Lewis Hamilton i Fernando Alonso.

| Cursa anterior: Gran Premi de la Xina del 2007 | FIA 2007 Campionat del Món | Cursa Següent: Gran Premi d'Austràlia del 2008 |
| Anterior G.P.: Gran Premi de Brasil del 2006   | Gran Premi de Brasil       | Pròxim G.P.: Gran Premi de Brasil del 2008     |